# McKinley Wright IV
McKinley Wright IV, né le 25 octobre 1998 à Minneapolis dans le Minnesota, est un joueur américain de basket-ball évoluant au poste de meneur.

## Biographie
Le 1er août 2021, il signe un contrat two-way avec les Timberwolves du Minnesota pour la saison saison 2021-2022.
Le 17 octobre 2022, il signe un contrat two-way en faveur des Mavericks de Dallas.

## Statistiques

### Universitaires
Les statistiques de McKinley Wright IV en matchs universitaires sont les suivantes : 
| Saison    | Équipe   | Matchs | Titul. | Min./m | % Tir | % 3pts | % LF | Rbds/m. | Pass/m. | Int/m. | Ctr/m. | Pts/m. |
| --------- | -------- | ------ | ------ | ------ | ----- | ------ | ---- | ------- | ------- | ------ | ------ | ------ |
| 2017-2018 | Colorado | 32     | 31     | 32,6   | 45,1  | 30,4   | 77,0 | 4,70    | 5,50    | 1,00   | 0,40   | 14,20  |
| 2018-2019 | Colorado | 35     | 35     | 32,4   | 49,4  | 36,5   | 80,7 | 4,90    | 4,80    | 1,10   | 0,20   | 13,00  |
| 2019-2020 | Colorado | 32     | 32     | 34,9   | 44,8  | 33,6   | 79,2 | 5,70    | 5,00    | 1,10   | 0,30   | 14,40  |
| 2020-2021 | Colorado | 32     | 32     | 32,6   | 48,0  | 30,1   | 84,4 | 4,30    | 5,70    | 1,10   | 0,30   | 15,20  |
| Carrière  | Carrière | 131    | 130    | 33,1   | 46,7  | 32,8   | 80,3 | 4,90    | 5,20    | 1,10   | 0,30   | 14,20  |